# Terouma (parasha)
Terouma, Teroumah, Trouma ou Troumah (תרומה – Mot hébreu pour « don » au sens de « contribution », le douzième mot et premier distinctif de la parasha) est la dix-neuvième parasha (section hebdomadaire) du cycle annuel juif de lecture de la Torah et la septième parasha du Sefer Shemot (Livre de l'Exode).
Elle est constituée d'Exode 25:1–27:19. Les Juifs de la Diaspora la lisent le dix-neuvième Sabbath suivant Sim'hat Torah, généralement en février ou au début de mars.

## Résumé
Sur le Sinaï, Dieu ordonne à Moïse de demander une offrande aux enfants d’Israël, afin de Lui construire un sanctuaire et Il résidera parmi eux. Il lui prescrit ensuite selon une description minutieuse les détails de ce sanctuaire : l’Arche de l’alliance, avec son couvercle, la table, le chandelier, la Tente et ses piliers, le rideau, l’autel extérieur de bronze où seront accomplis les sacrifices sanglants, et l’enceinte extérieure.

### Divisions de la parasha lors de la lecture complète
La lecture de la parasha à la synagogue le sabbath est traditionnellement divisée en sept sections, pour lesquelles un membre différent de la congrégation est appelé à lire. La première lecture, le rishon, échoit traditionnellement à un cohen, la seconde, appelée sheni, à un levi, les suivantes à un israël (ni cohen ni levi). La septième section comporte une sous-section, le maftir, qui est lu par la personne qui lira ensuite la haftara.
Les sections de la parashat Terouma sont:
- rishon:
- sheni:
- shelishi:
- revi'i:
- shishi:
- shevi'i: 
  - maftir:

### Divisions de la parasha lors de la lecture abrégée
Une lecture publique de la parasha fut instaurée par Ezra le Scribe le lundi et le jeudi à la synagogue. Cette lecture, sensiblement plus courte, ne comprend que trois sections, la première réservée au cohen, la seconde au levi, la troisième à un israël
- Section du cohen : Shemot [3]
- Section du levi : Shemot [3]
- Section de l'israël : Shemot [3]

### Maqam
Un maqam est un système de modes musicaux utilisé dans la musique arabe mélodique classique. Les juifs originaires des pays orientaux (Afrique du Nord, Syrie) s'en sont inspirés, et adaptent la mélodie de la liturgie du Shabbat en fonction du contenu de la parasha de cette semaine. Ils emploient 10 maqam différents, possédant chacun son usage propre.
Le maqam utilisé lors du sabbath au cours duquel on lit la parashat Terouma est le Maqam Hoseni, glorifiant la beauté du Tabernacle .

## Terouma dans la tradition rabbinique

### Exode 25
Un midrash lit Ex 25,2 “qu'ils Me prennent comme offrande”, afin d'enseigner comment Dieu donna la Torah à Israël, et leur dit : “Vous Me prenez.” (Exode Rabba 33:6.)
Les Rabbanim ont enseigné dans une Baraïta que le tekhelet dont parle Ex 25,4 provient d'un animal appelé hilazon qui ressemble à la mer par sa couleur et à un "poisson" par la forme, lequel apparaissait tous les 70 ans, et dont le sang était utilisé pour produire le coûteux fil bleu (des tzitzit). (Talmud de Babylone Mena'hot 44a.)

### Exode 27
Rabbi Yose nota que bien que Ex 27,18 rapporte que le parvis du Tabernacle n'était que de 100 coudées sur 50, ce petit espace pouvait contenir beaucoup, puisque Lv 8,3 implique que cet espace put miraculeusement contenir l'ensemble du peuple d'Israël. (Genèse Rabba 5:7.)

## Commandements
La Torah comporte, selon la tradition rabbinique, 613 prescriptions. Différents sages ont tenté d'en établir un relevé dans le texte biblique.
Selon deux de ces computs les plus célèbres, le Sefer Hamitzvot et le Sefer HaHinoukh, la parashat Terouma comporte 2 prescriptions positives et 1 négative:
- Construire un Sanctuaire (Ex 25,8.)
- Interdiction de retirer les barres engagées dans les anneaux de l'Arche sainte (Ex 25,15.)
- Préparer les pains de proposition (Ex 25,30.)

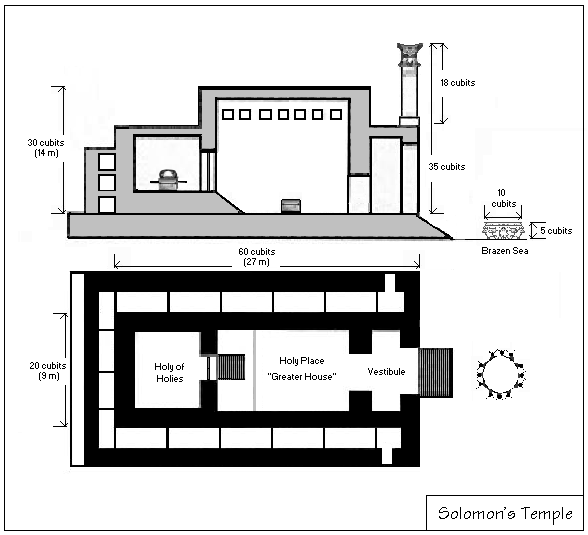
Le Temple de Salomon

## Haftara
La haftara est une portion des livres des Neviim ("Les Prophètes") qui est lue publiquement à la synagogue après la lecture de la Torah. Elle présente généralement un lien thématique avec la parasha qui l'a précédée.
La haftara pour la parashat Terouma est 1 Rois 5:26–6:13, qui relate la construction du Temple de Salomon.
Comme dans la parasha (Ex 25,1–8), un grand dirigeant israélite, Salomon, collecte les matières premières pour construire une résidence terrestre pour Dieu (1 Rois 5:26–31) Les deux sections de la Bible décrivent les conditions pour une structure susceptible d'accueillir Dieu afin qu'Il réside (ve-shakhanti) au sein (be-tokh) des enfants d'Israël (Ex 25,8;/1 Rois 5:13.)